# Chauk
Chauk är en stad i Myanmar. Den ligger i Magwayregionen, i den centrala delen av landet, 190 km nordväst om huvudstaden Naypyidaw. Chauk ligger 59 meter över havet och folkmängden uppgår till cirka 45 000 invånare.

## Geografi
Terrängen runt Chauk är platt. Runt Chauk är det tätbefolkat, med 297 invånare per kvadratkilometer. Trakten runt Chauk består till största delen av jordbruksmark.